# Biograd na Moru
Biograd na Moru o Zaravecchia (bîɔgraːd na mɔːru o biɔ̌grad)  es una ciudad de Croacia en el condado de Zadar. Fue la antigua capital medieval del Reino de Croacia.
La ciudad de Biograd es un centro turístico con una larga tradición. Sus primeros turistas comenzaron a llegar en 1920 desde Checoslovaquia y su primer hotel fue construido en 1935.

## Geografía
Se encuentra a una altitud de 2 m s. n. m. a 309 km de la capital nacional, Zagreb. Se encuentra en una pequeña península rodeada por dos pequeñas bahías, Soline en el sur y Bosana en el norte, y frente a Islas Planac y Katarina Sveta. La temperatura media en enero es de 7 °C y 24 °C en julio. Biograd es el único asentamiento en el municipio.

## Demografía
En el censo 2011 el total de población de la ciudad fue de 5569 habitantes. No hay localidades dependientes.
| Gráfica de población de Biograd na Moru 1857-2011                   |
|                                                                     |
| Según los censos de población de la oficina estadística de Croacia. |

## Historia
La ciudad de nombre eslavo nativo significa ciudad blanca en el mar. Biograd es un compuesto que significa literalmente ciudad blanca y etimológicamente correspondientes a varios otros topónimos extendido por todo el eslavos: Belgrado, Belgorod, Białogard, etc. El nombre fue mencionado por primera vez en el s.X como una ciudad fundada por el Reino Croata. Fue una de las ciudades más importantes, siendo la capital de la mayoría de los monarcas croatas, entre ellos Stephen Držislav y Peter Krešimir IV y así como un centro religioso importante. Era la ciudad donde Colomán de Hungría fue coronado en 1102, uniendo Croacia al Reino de Hungría. En 1202, cuando los cruzados de la Cuarta Cruzada ocuparon la ciudad de Jadra (Zadar), muchos de sus ciudadanos se refugiaron en Biograd, a continuación, señaló que Nova Zara ("Nueva Zadar"). Dos años más tarde, la mayoría de los zarantinos regresaron a Zara, tras lo cual la ciudad paso a llamarse como Zara vecchia ("Zadar Vieja").
Durante el siglo XIII y el siglo XIV, la ciudad estuvo gobernada por los duques de Cetina, los Caballeros Templarios de Vrana y los duques de Bribir de Subic. Fue adquirida por la República de Venecia en 1409 permaneciendo en sus manos hasta su caída en 1797.
Durante el período veneciano y del Imperio Otomano las guerras, la ciudad fue dañada gravemente, y en dos ocasiones, en 1521 y en 1646, fue destruida y quemada. En el siglo XVI y en el siglo XVII, las milicias croatas formaron en Biograd y tuvo una participación mucho en las guerras contra los turcos.